# Катерін Бошемен-Пінар
Катерін Бошемен-Пінар (англ. Catherine Beauchemin-Pinard, нар. 26 червня 1994) — канадська дзюдоїстка, бронзова призерка Олімппійських ігор 2020 року.

## Виступи на Олімпіадах
| Олімпіада           | Дисципліна | Місце |
| ------------------- | ---------- | ----- |
| Ріо-де-Жанейро 2016 | до 57 кг   | 9     |
| Токіо 2020          | до 63 кг   | 3     |